# الرقصات القوقازية
رقصات قوقازية - (بالأذرية: Qafqaz rəqsləri) هذا جزء مهم جدًا من ثقافة شعوب القوقاز. تمتلك بتاريخ قديم للغاية. رقصات قوقازية ملونة على اعتبار من الموضوعها.

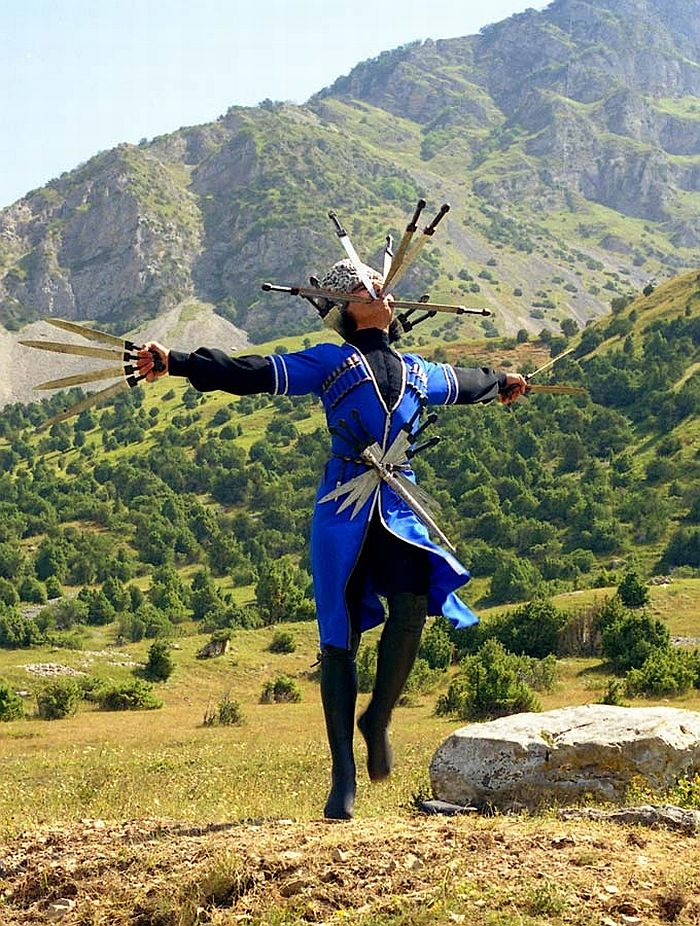
ليزغينكا - من الأشهر الرقصات بين الشعوب في شمال القوقاز

كل أمة التي تعيشون في القوقاز لها رقصة خاصة بها. يحافظ على اللباس التقليدي بشكل جيد في الرقصات الوطنية.
و يمكن تقسيم الرقصات القوقازية إلى عدة مدارس:

## الرقصاتشمال القوقاز

### ليزغينكا
واحدة من الأشهر الرقصات بين الشعوب في شمال القوقاز هو ليزغينكا. إنه رقص وطني من لزجين. بما فيه إنه رقص شعبي في جميع أنحاء القوقاز.
هناك الرقصات التالية التي تشبه إلى حد كبير الرقص ليزغينكا ولكنها مرتبطة بثقافة الشعوب المختلفة:

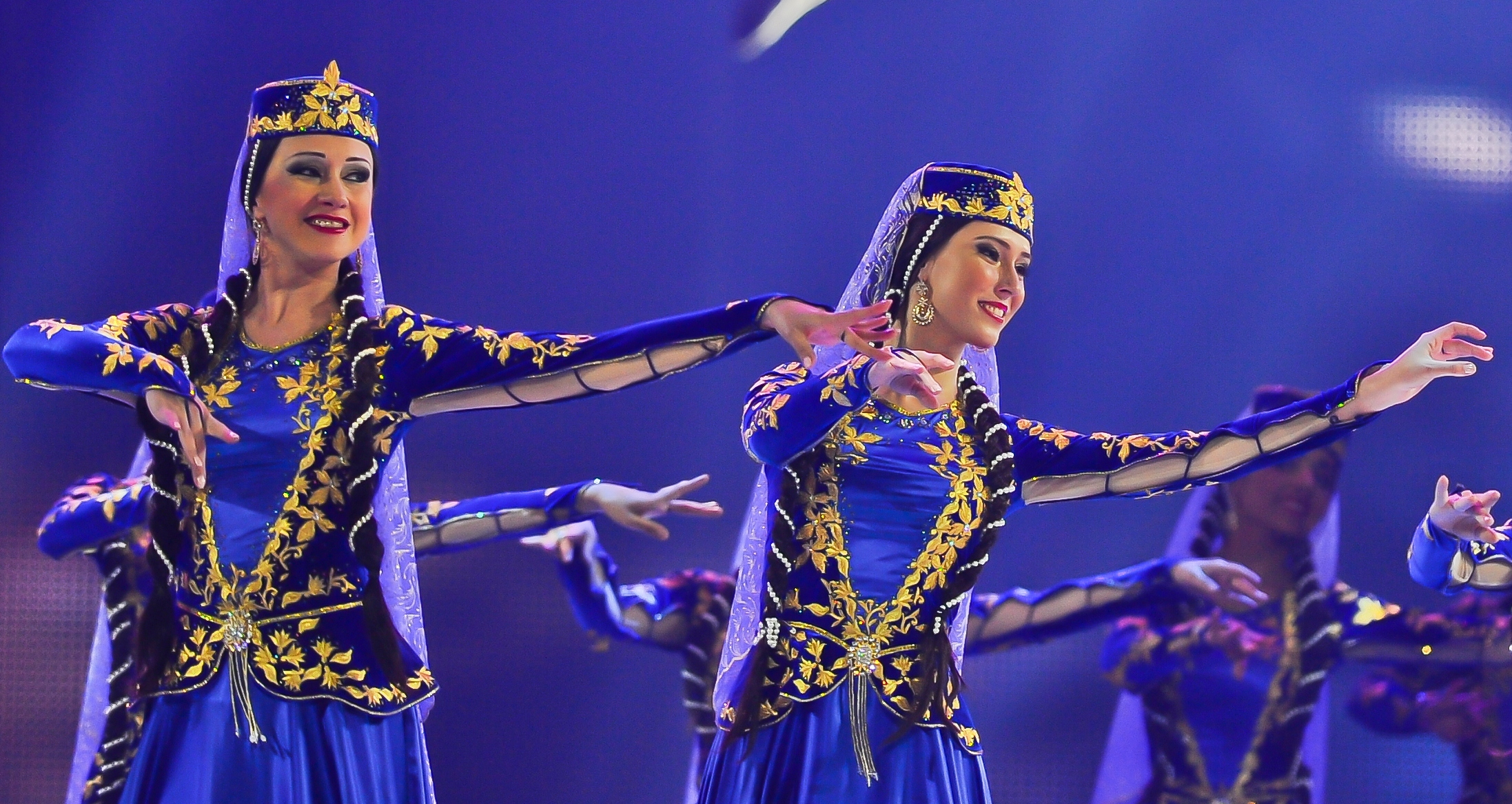
الرقصات الشعبية الأذربيجانية

- ليزغينكا شيشانيون
- الرقص آفار
- الرقص قوموق

- الرقص دارجين
- الرقص أجاريون

### الرقصات الشعبية الأذربيجانية
تتفرق الرقوس النساء والرجال بعضهما من الآخر بحدة. برهن على المنحوتات الصخرية وصفها في جوبوستان. على علاته في العديد من الشعوب الأخرى في العالم، كان رقصات أولى في أذربيجان طقوسية وصيدية.
أمينة ديلبازي، عافاق مليكوفا، روضى خليلوفا، بويوكاغا ممادوف من أشهر الراقصات ألأذربيجان.
تنقسم الرقصات إلى قسمين حسب طريقة لعبها. تم تصميم أنماط الرقص مثل «جنجي»، «ميرزاي»، «عنبي» للرجال. الرقصات شعبية بالنسبة للنساء هي «هاخيشتى»، «حلاي»، «واغزالي».
يالي - هو رقص أذربيجاني وطني وانها واحدة من أقدم أنواع الرقص.

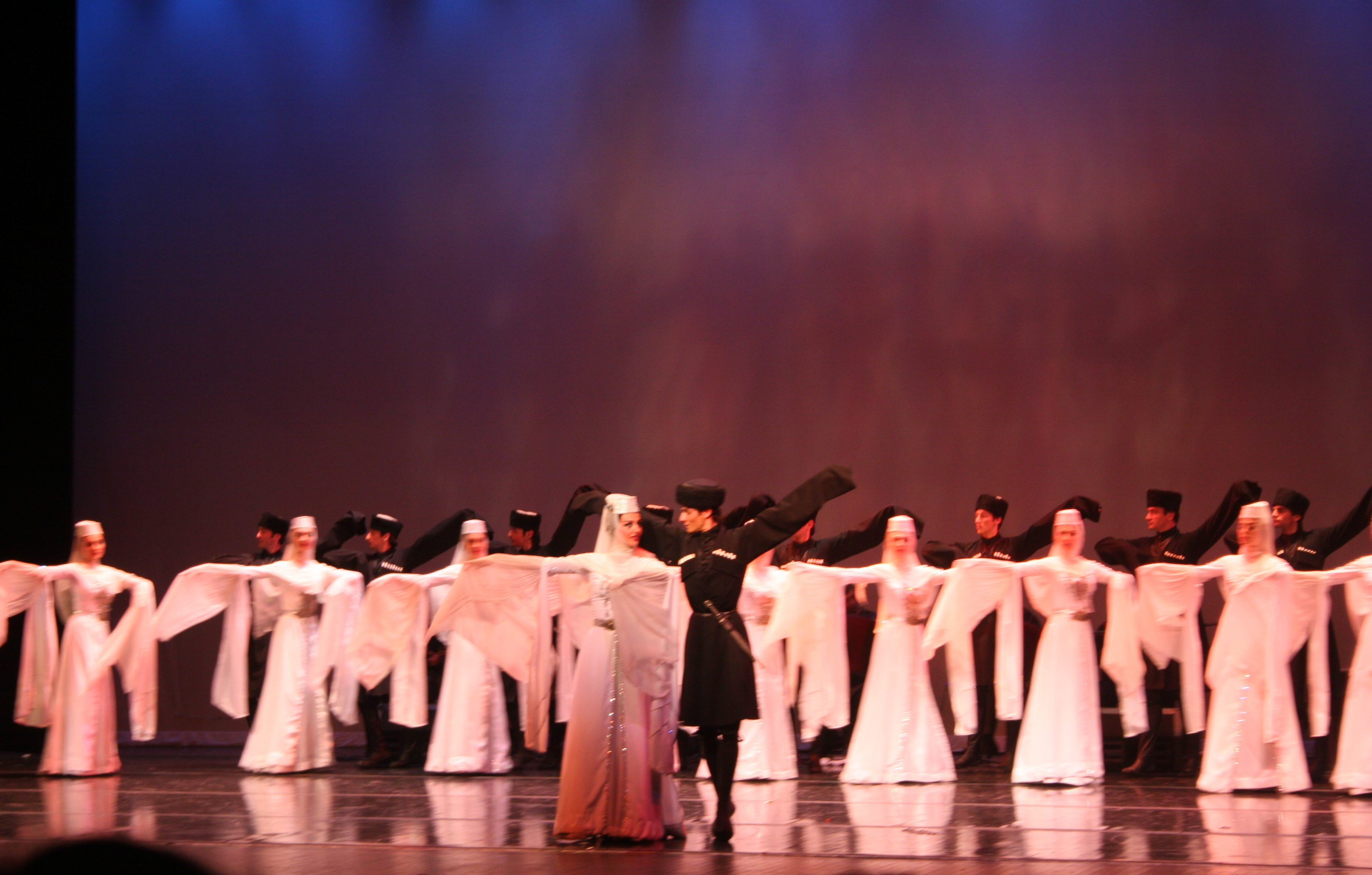
الرقصات الشعبية الجورجية

أدرج ياللي، كوجاري، تانزارا - رقصات جماعية تفليدية لنخجوان في قائمة الصون العاجل لليونيسكو بقرار صادر عن الأجتماع ال13 للجنة الحكومية المعنية بحماية التراث غير المادي لليونيسكو، الذي ينعقد في مدينة بور لويس عاصمة جمهورية موريشيوس في فتوة ما بين 26 نوفمبر - 1 ديسيمبر عام 2018.

## الرقصات الشعبية الجورجية
الرقصات الشعبية الجورجية لها تاريخ قديم. ارتبطت غناء جوقة (موسيقى) وغناء الأغاني مباشرة بالرقص في جورجيا.
ينتمي إلى الرقصات الشعبية الجورجية - «قارتولي»، «بيرخولي»، «خورومي»، «سالخينو»، «شوشباري»، «صاخومارو» وإلخ.